# 大阪医療技術学園専門学校
大阪医療技術学園専門学校（おおさかいりょうぎじゅつがくえんせんもんがっこう）は、大阪市北区にある専修学校。医療秘書（医療事務・診療情報管理士・クラーク・医療情報技師）・医薬品の登録販売者・臨床検査技師・鍼灸師・言語聴覚士・精神保健福祉士などの人材を養成する。

## 学科
- 医療秘書・情報学科（昼間部2年制／2＋1年制）
- 医療心理科（昼間部3年制）
- 薬業科（昼間2年制）
- 臨床検査技師科（昼間部3年制）
- 言語聴覚士学科（昼間部3年制）
- 鍼灸師学科（昼間部3年制）
- 鍼灸美容学科（昼間部3年制）
- 言語聴覚士学科（昼夜間２年制）
- 東洋医療技術教員養成学科（昼間部2年制）
- 専攻科（昼間部1年制）

## 沿革
- 1978年 - 薬の街・大阪で薬業人養成の学校としてスタート
- 1980年 - 全国に先駆け、医療秘書科を設置。専門学校医療秘書教育の雄となる。
- 1981年 - 学校教育法に基づく専修学校として、大阪医療技術学園専門学校を設立（医療秘書科・臨床検査技師科・薬種商科）
- 1998年 - 医療・保健・福祉の連携ができる人材養成の必要性から、教育・社会福祉専門課程を設置
- 2003年 - 東洋医学のプロを育成するための鍼灸師学科を設置
- 2006年 - ことばのリハビリテーションを行う人材を養成する言語聴覚士学科を設置。鍼灸師の養成・指導ができる教員を養成するための東洋医療技術教員養成学科を設置
- 2008年 - 美容・健康分野でも活躍できる鍼灸師を養成する鍼灸健康美容学科を設置
- 2009年 - 医療や心理の知識・技術を持った保育士を養成する保育学科を設置

## 所在地
- 〒530-0044 大阪市北区東天満2-1-30

最寄り駅は、天満橋駅（京阪本線）、南森町駅（地下鉄）・大阪天満宮駅（JR東西線）